# Церква Покрови Пресвятої Богородиці (Мишковичі, ПЦУ)
Церква Покрови Пресвятої Богородиці в Мишковичах — парафія і храм Тернопільського благочиння Тернопільської єпархії Православної церкви України в селі Мишковичі Тернопільського району Тернопільської области.
Оголошена пам'яткою архітектури місцевого значення.

## Історія церкви
Парафіяльна церква Покрови Пресвятої Богородиці в Мишковичах була збудована у 1817 році за кошти домінії та місцевої громади. До парафії тоді належало село Велика Лука з дочірньою мурованою церквою святого архистратига Михаїла (1782). Патроном був спадкоємець графа Баронського.
У 1906 році був зведений новий храм.
У післявоєнні роки його закрили, а у 1980-х роках приміщення використовували як краєзнавчий музей.
У 1989 році будівлю повернули православній громаді, і одразу розпочалися реставраційні роботи.
Священник Мирон Гах є керівником інформаційно-видавничого відділу Тернопільсько-Кременецької єпархії та редактором єпархіального часопису «3 нами Бог».

## Парохи
- о. Атанасій Томашівський (1832—1842),
- о. Яків Студинський (1842—1855),
- о. Теофіл Томашівський (1856—1885),
- о. Єроним Кмицикевич (1885—1886),
- о. Дем'ян Бачинський (1886—1901),
- о. Корнилій Бачинський (1901—1933),
- о. Микола Зубаль (1934—1938),
- о. Йосиф Бучинський (1938—1940),
- о. Мирон Стрийський (1940—1944),
- о. Олексій Полівчак (1989—1991),
- о. Анатолій Довгалюк (1991—1995),
- о. Мирон Гах (з 1995).